# Општина Чикарлау (Марамуреш)
Чикарлау (рум. Cicârlău) општина је у Румунији у округу Марамуреш.
Oпштина се налази на надморској висини од 182 m.